# Astragalus accumbens
Espèce
Astragalus accumbens est une espèce de plantes à fleurs de la famille des Fabaceae. Elle est originaire des États-Unis, où on la trouve notamment dans l'état du Nouveau-Mexique.

## Description
Cette plante est buissonnante, pérenne.

## Nomenclature et systématique
Cette espèce a reçu d’autres appellations, synonymes mais non valides :
- Astragalus missouriensis var. accumbens (E.Sheld.)Isely
- Astragalus procumbens S. Watson
- Batidophaca accumbens (E. Sheld.) Rydb.